# Veljko Maričić
Veljko Maričić (Sisak, 23. ožujka 1907. – Rijeka, 30. listopada 1973.) je bio hrvatski glumac.

## Filmografija

### Televizijske uloge
- "La kermesse des brigands" kao Belmonte (1967.)

### Filmske uloge
- "Liberty" (1972.)
- "Tramp oder der einzige und unvergleichliche Lenny Jacobsen" (1968.)
- "Old Surehand" kao Mac Hara (1965.)
- "Winnetou - 3. Teil" kao Vermeulen (1965.)
- "Der Ölprinz" kao Bergmann (1965.)
- "Druga strana medalje" (1965.)
- "Nevesinjska puška" kao Reiner (1963.)
- "Abeceda straha" (1961.) kao njemački pukovnik
- "Kameni horizonti" kao žandar (1953.)
- "Plavi 9" kao trener (1950.)
- "Lisinski" kao Albert Štriga (1944.)

## Vanjske poveznice
- Veljko Maričić u internetskoj bazi filmova IMDb-u (engl.)